# Abbaye de Saint-Pierre-les-Nonnains de Lyon
L'abbaye de Saint-Pierre-les-Nonnains de Lyon, connue aussi sous le nom d'abbaye des Dames de Saint-Pierre ou simplement palais Saint-Pierre, est un ancien édifice religieux catholique recevant des moniales bénédictines dès le IXe siècle et reconstruit au XVIIe siècle. Fermée à la Révolution, l'ancienne abbaye abrite aujourd'hui le musée des Beaux-Arts de Lyon.

## Histoire

### Les origines de l’abbaye de Saint-Pierre-les-Nonnains
La date exacte de fondation de l'abbaye est inconnue, sa recherche est compliquée par le manque d'autorité des documents les plus anciens. Au VIIe siècle, le « testament » de l’évêque de Lyon Ennemond raconte qu’Aldebert, gouverneur de Lugdunum sous le règne de Septime Sévère, s’étant converti au christianisme, aurait doté richement de terres le « monastère des Dames de Saint-Pierre » en 208. Toujours selon le « testament d'Ennemond », le monastère était déjà régi aux IVe et Ve siècles par des abbesses. L'historien Alfred Coville a établi que ce « testament d'Ennemond », parsemé de formulations anachroniques, était un faux fabriqué au milieu du Moyen Âge, probablement pour justifier les droits de propriété de l'abbaye. Après une étude critique des sources anciennes, Pierre Picot situe la première construction durant la période mérovingienne sous l'évêque Sacerdos de Lyon, et attribue la constitution de la communauté monastique à l'évêque Ennemond (Annemundus), au VIIe siècle, datation néanmoins jugée hypothétique par Joachim Wollasch.
Aucun document d'époque ne permet de déterminer la date précise à laquelle la règle bénédictine est adoptée par les moniales. Berger de Moydieu, auteur du XVIIIe siècle, affirme qu’elle entre en vigueur sous l'abbatiat de la sœur d’Ennemond, Lucie, entre 665 et 675,. Pierre Picot préfère situer cette adoption plus tard, à l'époque de Benoît d'Aniane (mort en 821), actif promoteur de cette règle. Joachim Wollasch partage cet avis, en faisant le rapprochement avec le cas de l'abbaye de Remiremont dont les nonnes prennent la même règle sous Louis le Pieux.
Sous le règne de Charlemagne, l’évêque de Lyon Leidrade, dont une lettre adressée à l'empereur et mentionnant l'édifice a été conservées, fait entièrement reconstruire le « monastère de vierges dédié à saint Pierre ». Le Moyen-Âge français l'appellera « Saint-Pierre-les-Nonnains ». Dès l'époque carolingienne, l'abbaye est le plus riche établissement religieux de Lyon. Elle abrite trente-deux moniales au moment où Leidrade écrit sa lettre à Charlemagne (datée entre 809 et 813). Elle jouit d'une indépendance toujours plus grande à l'égard du reste du clergé lyonnais, puisque, par exemple, elle relève directement de la papauté.

### L’abbaye duXIIeauXVIIIesiècle

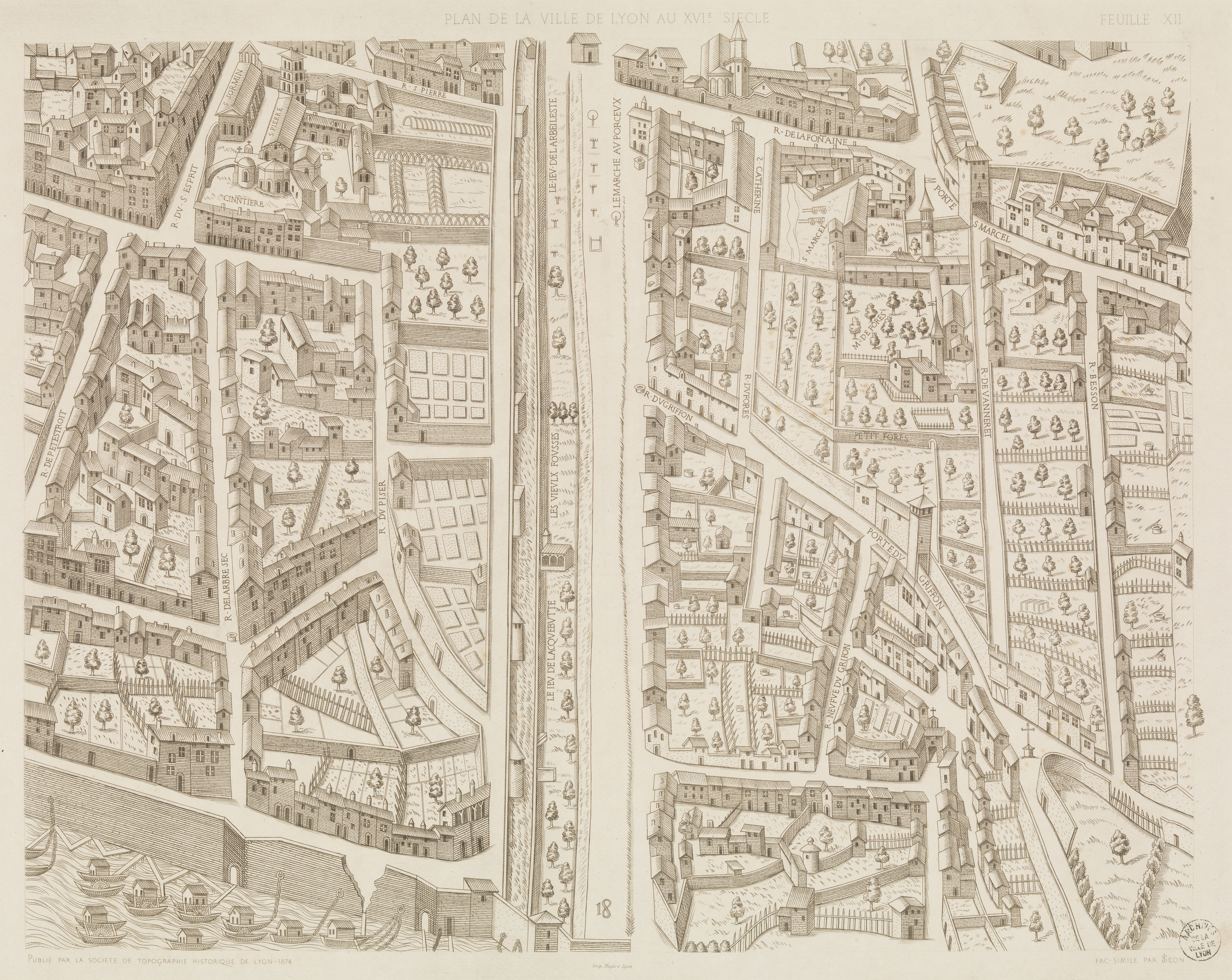
Plan scénographique de la ville de Lyon au 16e siècle.

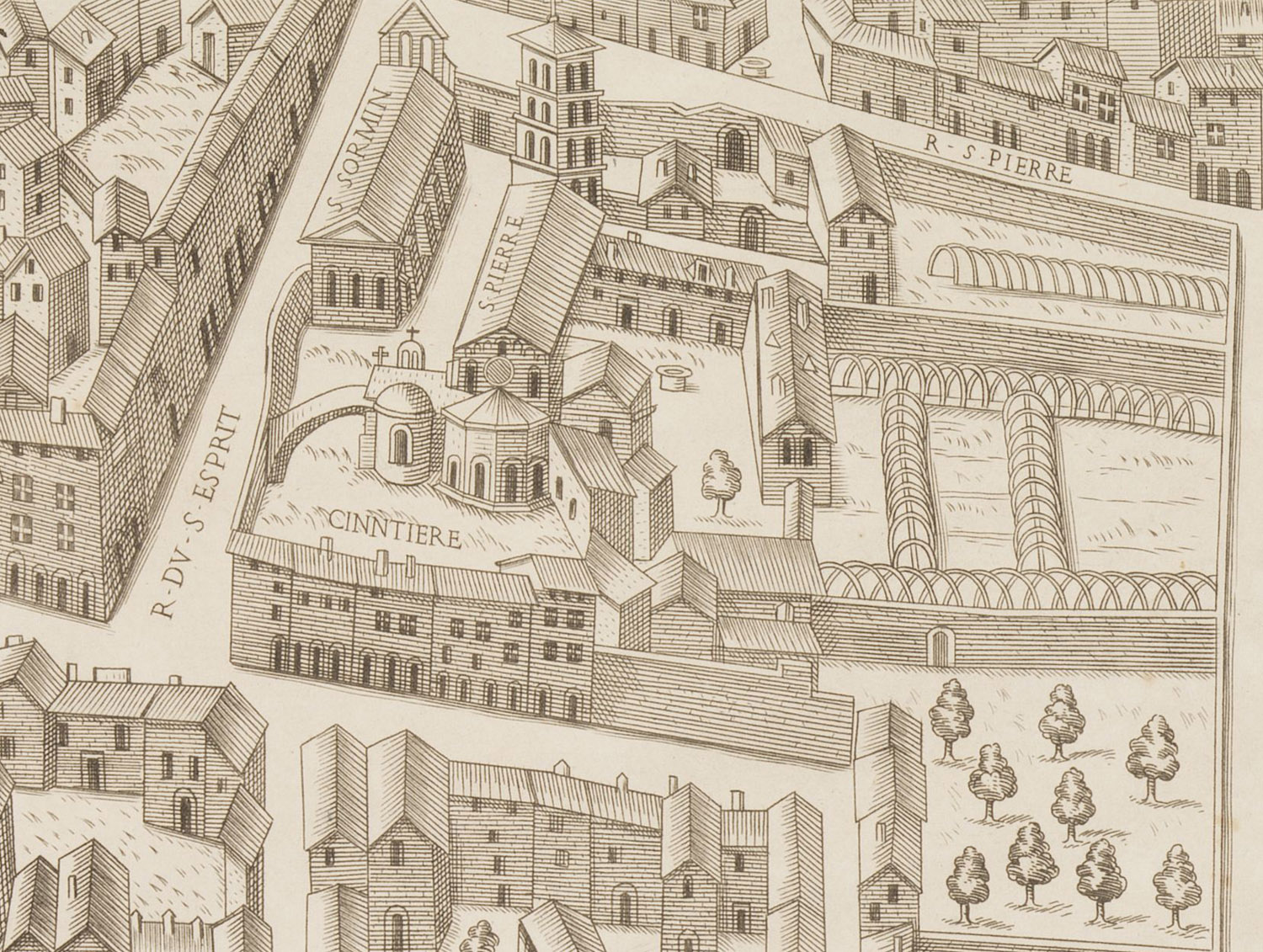
Détail du Plan scénographique de la ville de Lyon montrant l'abbaye des Dames de Saint-Pierre vers 1550, archives municipales de la ville de Lyon.

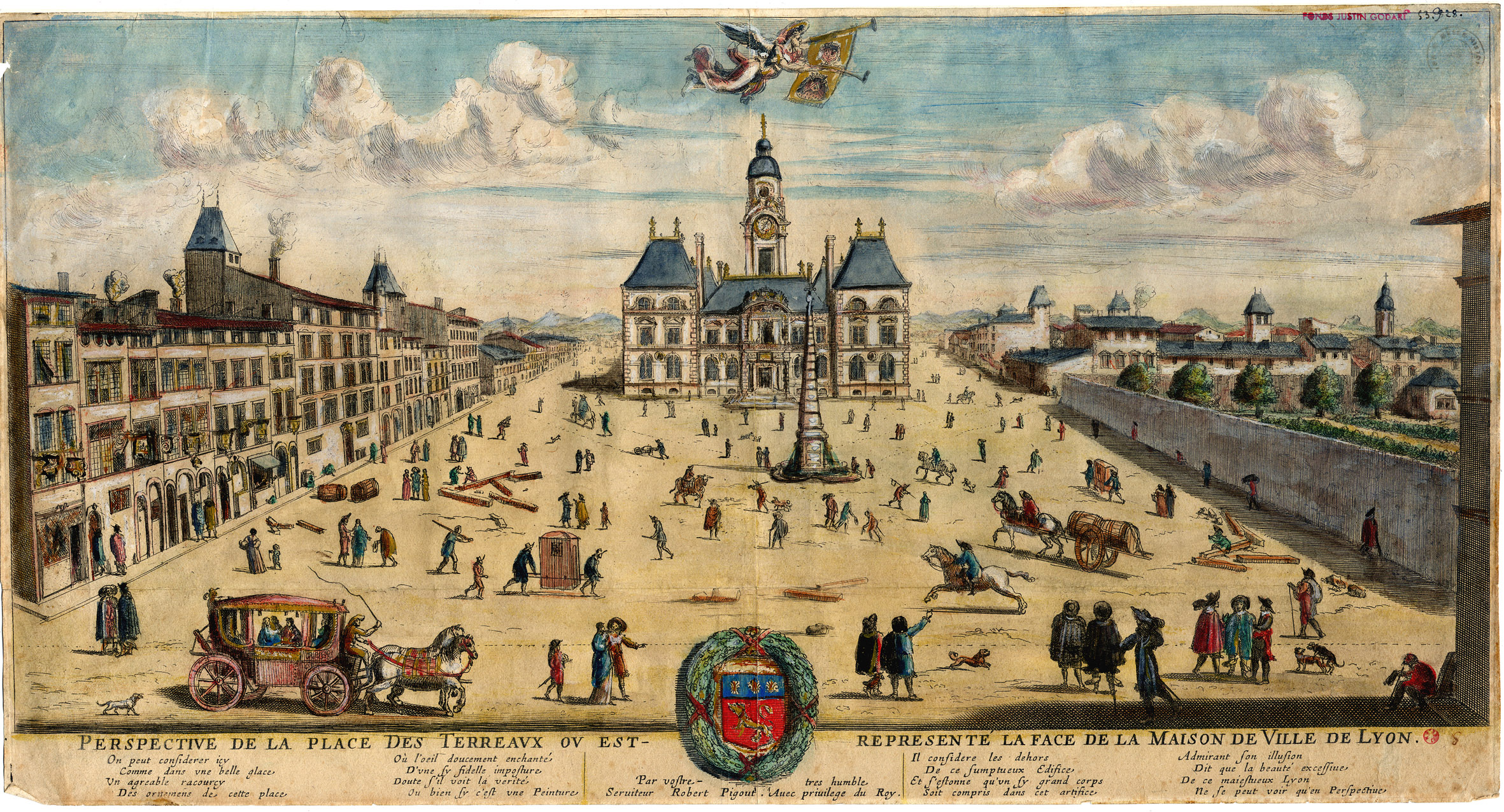
Robert Pigout, Perspective de la place des Terreaux avant l'abbaye, 1653.

Au Moyen Âge, l’abbaye est appelée, dans les textes officiels, Monasterium sancti Petri puellarum (« Monastère des filles de Saint-Pierre ») ou bien Ecclesia que dicitur sancti Petri puellarum (« L’église dite des filles de Saint-Pierre »).
Depuis sa fondation, elle a toujours comporté deux églises. L’église conventuelle se nomme église Saint-Pierre. Elle est reconstruite dans le style roman au XIIe siècle, aspect qu’elle conserve jusqu’à la reconstruction de l'abbaye au XVIIe siècle. Juste à côté d'elle se trouve une autre église plus petite, l’église Saint-Saturnin (appelée aussi Saint-Sornin), qui est une église paroissiale dont les revenus sont perçus par les moniales.
C’est une abbaye aristocratique, régie par des moniales issues de la haute noblesse. Vers le milieu du XIVe siècle, les novices, pour être admises au couvent, doivent fournir la preuve d'au moins quatre générations de noblesse paternelle. Les moniales forment une assemblée, que l’on appelle le chapitre, où elles élisent elles-mêmes leur abbesse, qui garde cette position à vie. Celle-ci ne rend compte de son élection qu’au pape et n’est aucunement soumise à l’autorité de l’archevêque de Lyon. Elle porte même la crosse à la manière des évêques. Elle est la maîtresse du couvent et elle administre les nombreux biens matériels lui appartenant. En effet, celui-ci possède de nombreuses richesses, il est notamment fort bien doté en terres.

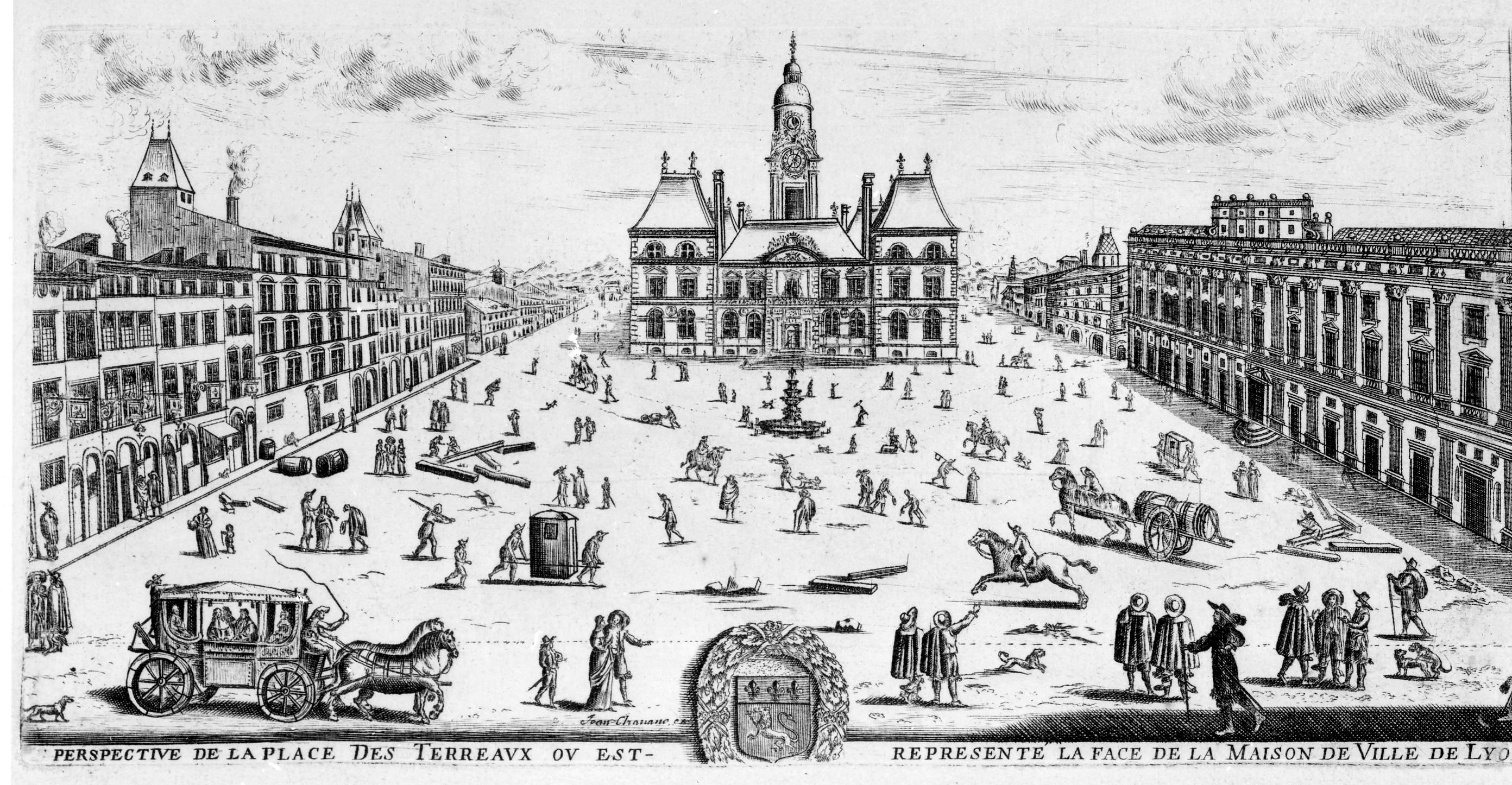
Jean Chavanne, Perspective de la place des Terreaux après achèvement de l'abbaye, fin du XVIIe siècle.

À partir du XVIe siècle cependant, la discipline devient moins stricte et l’on observe des relâchements dans les règles de la vie communautaire : à cette époque les sœurs vivent souvent en dehors du couvent dans des maisons privées, voire dans d’agréables hôtels particuliers entre cour et jardin, et le chapitre ne se réunit guère plus d’une fois par an. Lors d’une visite royale à Lyon en 1503, Louis XII et la reine Anne de Bretagne reçoivent des plaintes concernant la mauvaise conduite des moniales. Celles-ci sont alors sommées de reprendre une vie de clôture dans l’abbaye et de respecter la règle de saint Benoît. Refusant cette réforme, qu’elles jugent trop sévère, les moniales, soutenues par leurs puissantes familles, se rebellent et font appel au pape, leur protecteur, pour défendre leurs droits. En 1516, elles font part de leur mécontentement directement devant la reine Claude de France. Il est alors décidé de les expulser de l’abbaye, ce dont se charge l’archevêque François II de Rohan. Pour les remplacer, des filles de familles moins prestigieuses sont choisies. L’abbaye, même si elle reste toujours aussi riche, perd alors peu à peu ses privilèges et surtout son indépendance : en 1637, elle passe finalement sous l’autorité de l’archevêque de Lyon. Entre-temps, les moniales sont déchues de leur droit de nommer elles-mêmes leur abbesse, privilège qui revient désormais au roi en personne.

### L'abbaye royale et la reconstruction du palais Saint-Pierre

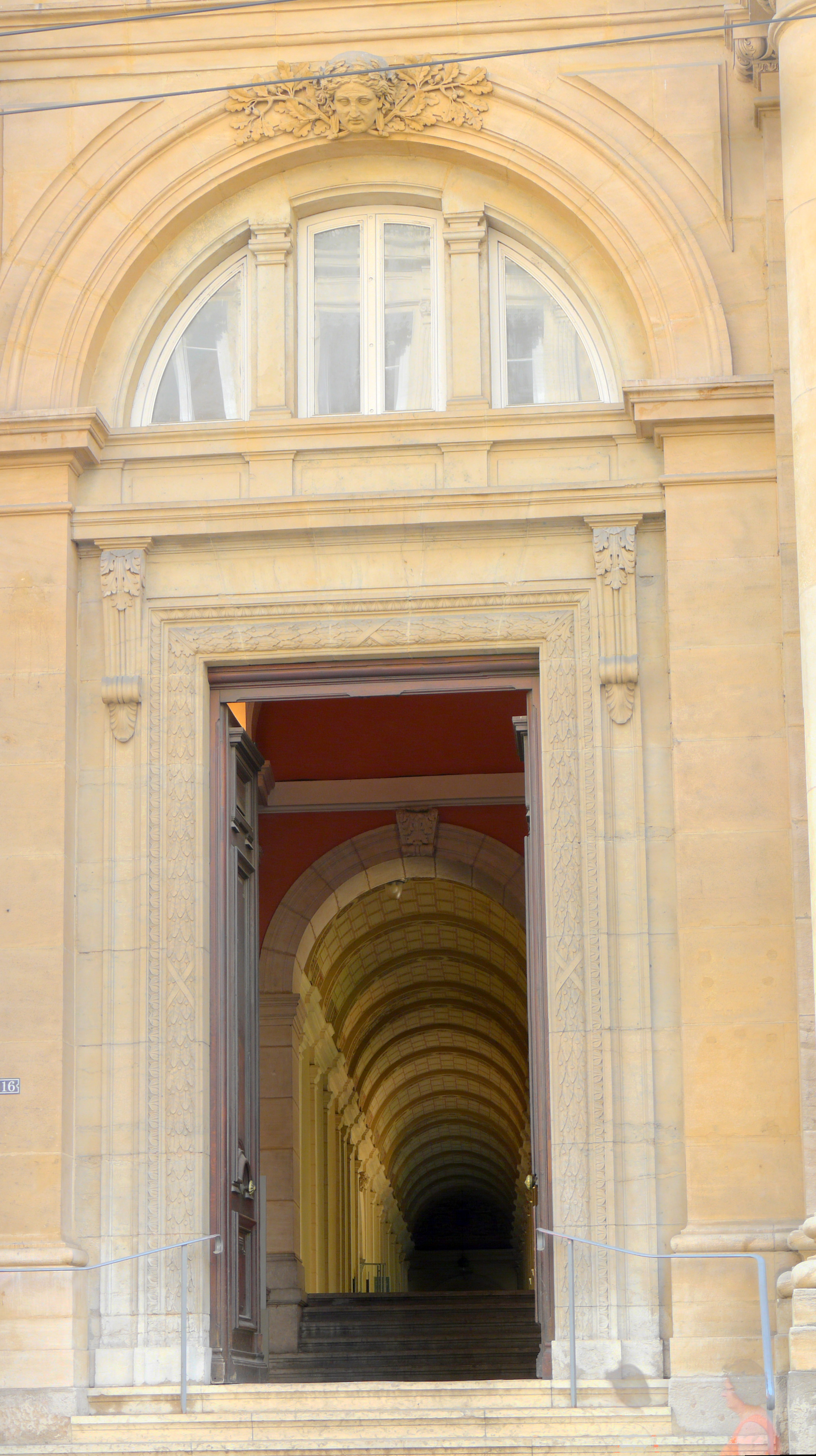
Entrée depuis la rue du Président-Herriot, condamnée en nov .2015 par le plan Vigipirate.

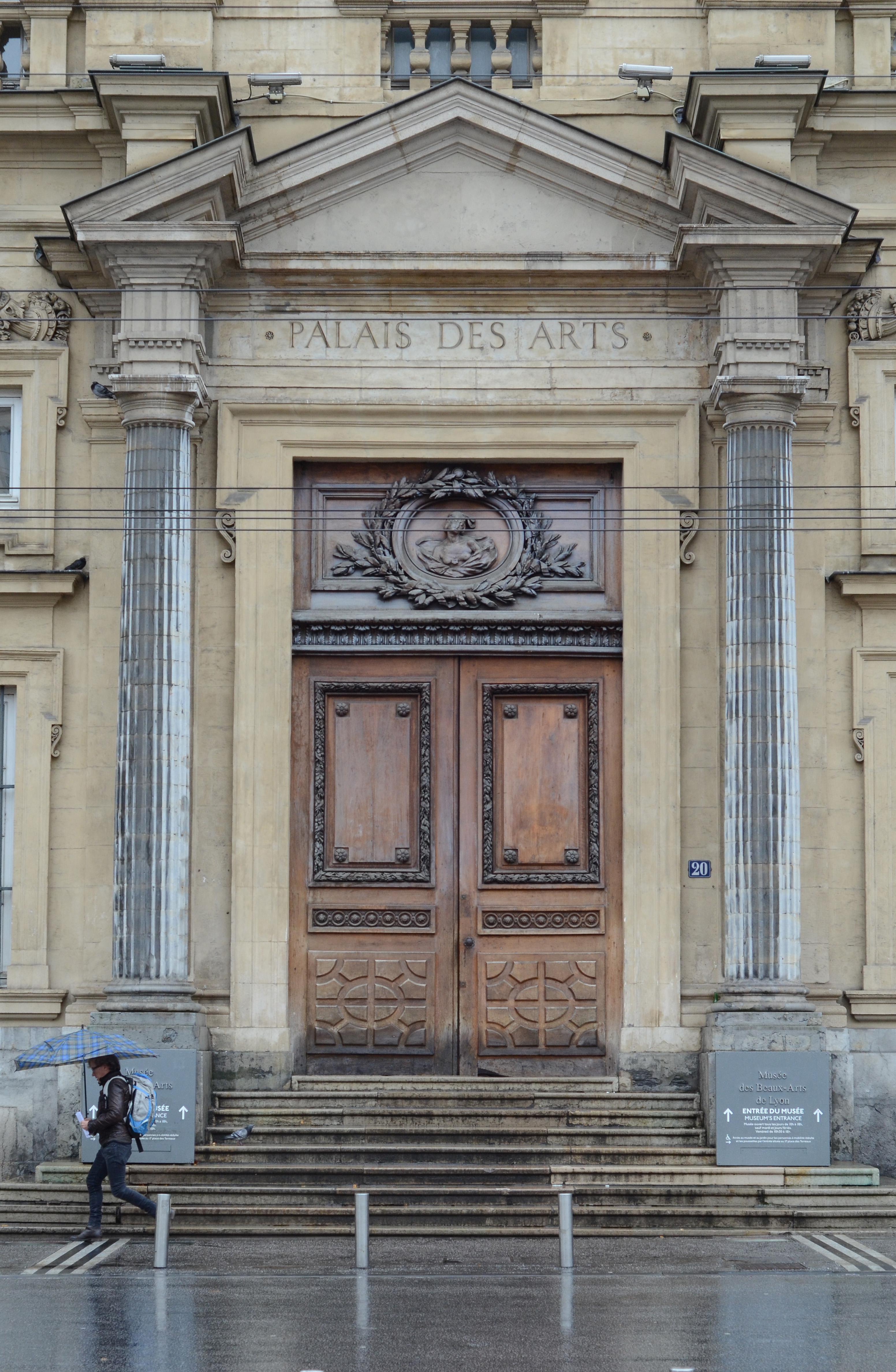
Entrée depuis la place des Terreaux.

C'est au XVIIe siècle que le palais prend sa configuration actuelle. Des bâtiments antérieurs du couvent Saint-Pierre-les-Nonnains, ne subsiste aujourd’hui que le porche roman de l'église conventuelle, datant de la reconstruction du XIIe siècle. C’est Anne de Chaulnes (vers 1625-1672), fille du maréchal et pair de France Honoré d’Albert et abbesse de 1649 à sa mort, qui décide, en 1659, de la reconstruction de celle que l’on nomme alors « l’abbaye royale des Dames de Saint-Pierre ». Elle choisit l’architecte avignonnais François Royers de la Valfrenière pour mener à bien ce projet. Déjà âgé à l’époque des travaux (il meurt en 1667), la reconstruction du palais est son grand-œuvre. Il conçoit l’élévation monumentale de la façade le long de la place des Terreaux ainsi que celle des deux façades latérales.
La première pierre est posée par un « petit pauvre » le 16 mars 1659. L'édifice conçu par Royers de la Valfrenière se présente comme un imposant palais de style romain, s'étirant sur tout un long côté de la place des Terreaux.
Mais, à la mort d’Anne de Chaulnes en 1672, deux ailes doivent encore être construites et la réalisation du décor intérieur n’a pas encore commencé. C’est sa belle-sœur, Antoinette de Chaulnes (1633-1708), qui, lui ayant succédé à la tête de l’abbaye en 1675, va mener à terme le projet. Une somptueuse décoration intérieure, aujourd’hui presque entièrement perdue, est exécutée entre 1676 et 1687. Une partie des travaux est confiée au peintre et architecte lyonnais Thomas Blanchet (1614-1689), « Premier peintre de la Ville », qui, depuis son retour d’Italie en 1655, est très estimé pour ses décors monumentaux. À l’époque où Antoinette de Chaulnes fait appel à lui, il vient de prouver l’étendue de son talent en décorant les plafonds et les murs de l’hôtel de ville. De ses réalisations au palais Saint-Pierre, ne subsistent plus, de nos jours, que le grand escalier d’honneur, auquel une restauration récente a rendu son éclairage d’origine par cinq fenêtres, et le réfectoire, à l’exubérant décor baroque. Pour décorer celui-ci, il s’entoure des sculpteurs Simon Guillaume et Nicolas Bidault, de Marc Chabry qui réalise les armoiries (notamment celles des sœurs de Chaulnes) et du peintre Louis Cretey, récemment revenu d’Italie, qui peint deux toiles monumentales aux extrémités de la salle ainsi que trois compositions décorant les oculi de la voûte. Au total, les travaux de reconstruction auront coûté la somme, considérable pour l'époque, de 400 000 livres. Le palais et son nouveau décor restent inchangés jusqu’à la Révolution. Des échoppes sont aménagées au rez-de-chaussée du palais lors de sa reconstruction, afin d'être louées à des commerçants, ce qui assure des revenus importants à l'abbaye. Le nouveau bâtiment est, au moment de son achèvement, la plus belle réalisation baroque de Lyon et son étendue et sa monumentalité toutes italiennes ne cessent pas de fasciner les visiteurs. Au XVIIIe siècle, l’abbaye est toujours aussi prospère. En 1755, elle est considérée comme l’une des cinq plus riches de France.

### La sécularisation de l'ancienne abbaye
La Révolution française bouleverse la destination du lieu et sonne le glas de l'abbaye, après plus de mille ans d'existence. Les trente-et-une moniales encore présentes au monastère en 1790 sont expulsées deux ans plus tard, à la suite des décrets des 4 et 6 août 1792 qui suppriment les congrégations religieuses. Vidé de ses occupants, le palais échappe alors de peu à la destruction qu’ont connu tant d’autres établissements religieux à la Révolution. Si la plupart des décors intérieurs disparaissent lorsqu’une caserne s’installe dans le palais en 1793, et si l’église Saint-Saturnin est détruite, le bâtiment est finalement épargné par les différents projets d’urbanisme mis au point par les révolutionnaires, dont un prévoyait notamment de pratiquer des ouvertures au milieu.
Le 1er juin 1801, la bourse de commerce s'installe dans l'ancienne abbaye. Le 1er septembre 1801, l'arrêté Chaptal crée un musée des Beaux-Arts à Lyon. Le 20 juillet 1802, le museum est installé par arrêté préfectoral dans l'ancienne abbaye. Le 25 juin 1802, la ville affecte le palais Saint-Pierre à des établissements d'instruction publique et de commerce.
La première salle du musée est ouverte au public en 1803, au premier étage de l’aile sud, dans l’ancien chauffoir de l’abbaye.
En 1835, la faculté des sciences occupe une partie de l'ancienne abbaye. Elle est rejointe en 1838 par la faculté des lettres.
En 1860, le palais de la Bourse est inauguré. La bourse et la chambre de commerce quittent l'ancienne abbaye.

Façade du musée de la place des Terreaux (nov. 2015).

## Architecture
Le palais Saint-Pierre dans son ensemble (hors parties classées) fait l’objet d’une inscription au titre des monuments historiques depuis le 28 mai 1927.
Les façades et toitures font l’objet d’un classement au titre des monuments historiques depuis le 8 août 1938.

### Église abbatiale
L'église Saint-Pierre aurait été fondée au VIIe siècle. Elle est mentionnée dans le bref de Leidrade au début du IXe siècle. Elle aurait été bâtie par saint Annemond ou Ennemmond (Annemundus) et possédait quelques reliques.
Elle est reconstruite au XIIe siècle. À cette époque, l'église s'arrête aux marches actuelles devant le chœur et se compose d'une nef unique fermée par une abside à cinq pans. Les bras du transept sont formés par les chapelles latérales de sainte Marguerite au nord, et de saint Benoît au sud.
De l’église romane, demeurent des fenêtres, retrouvées dans le passage intérieur, et le porche sur la rue Paul-Chenavard. Au XIVe siècle, des chapelles latérales sont adjointes, qui donne l'aspect actuel à la chapelle. Une partie de l'église est détruite en 1562, lors des guerres de Religion, par les protestants sous les ordres du baron des Adrets.
Au XVIIIe siècle, l'architecte Antoine Degérando agrandit le chœur (en 1742) et construit le clocher. Jane Dubuisson signale que l'église Saint-Pierre fut transformée en fabrique de salpêtre. 
En 1807, Saint-Pierre devient une église paroissiale. Cent ans plus, en 1907, elle est désaffectée à la suite de la loi de séparation des églises et de l'État. Elle est attribuée au musée des Beaux-Arts. Une partie des collections de sculptures y est présentée.
Le porche, les deux portes et la façade font l’objet d’un classement au titre des monuments historiques depuis le 16 février 1921.
Il existait une seconde église, dédiée à saint Saturnin et appelée vulgairement Saint-Sorlin, qui s’élevait au sud de l'église Saint-Pierre. Elle était utilisée par la paroisse en particulier pour les baptêmes et mariages. Elle était dotée d'un clocher porche. L'édifice fut vendu et démoli en 1793.

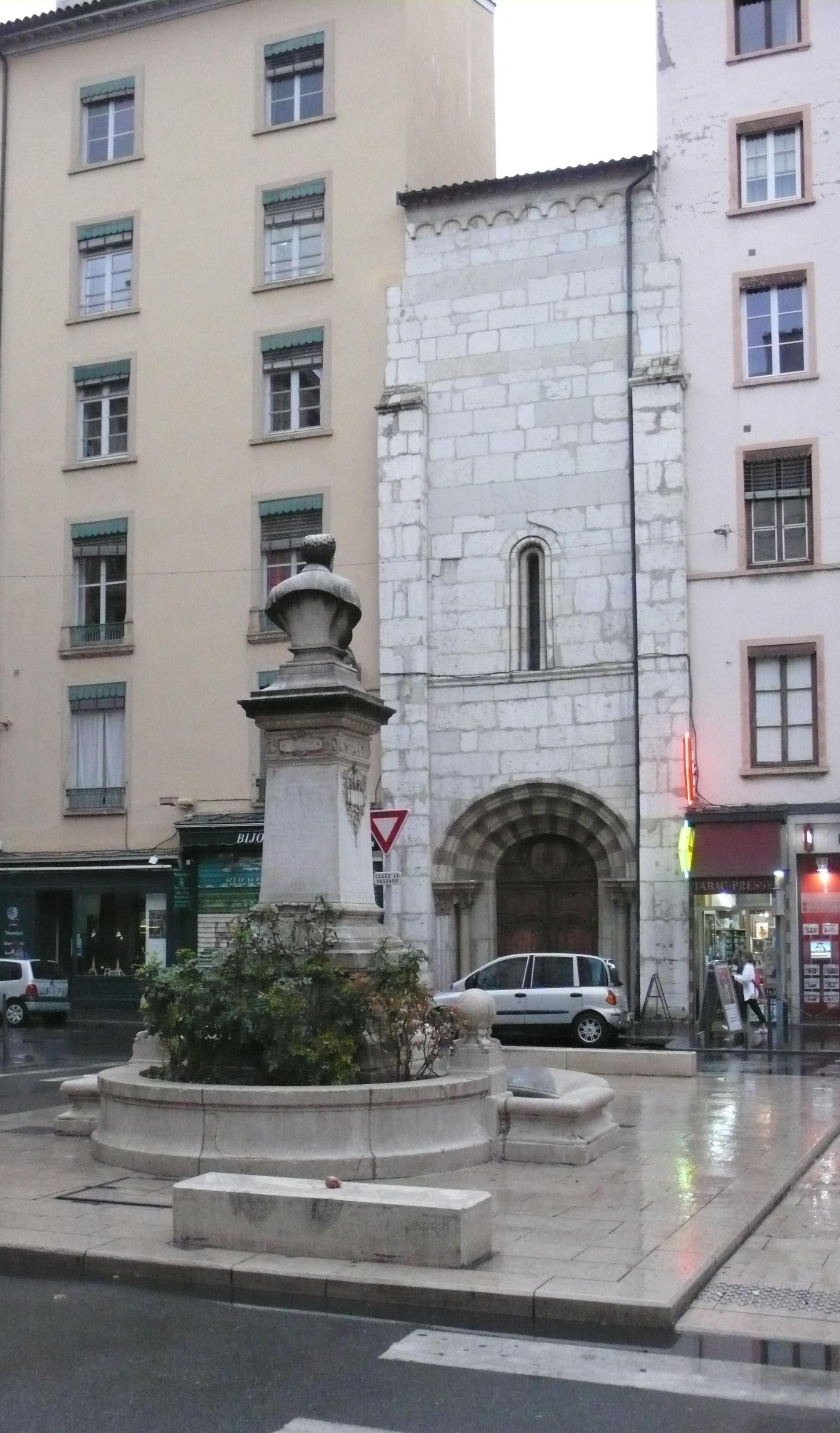
Façade sur la rue Paul Chenavard.
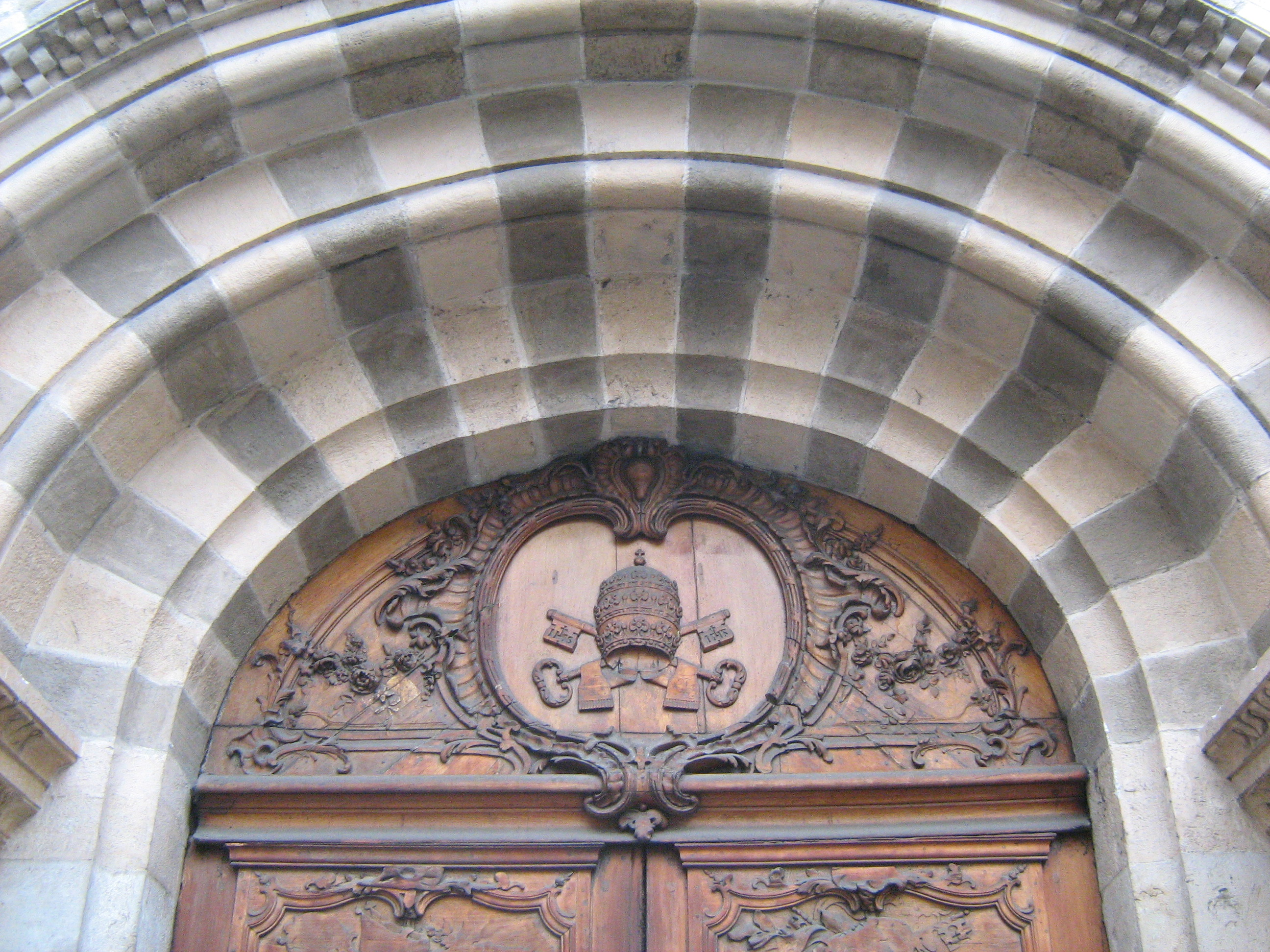
Détail du porche.
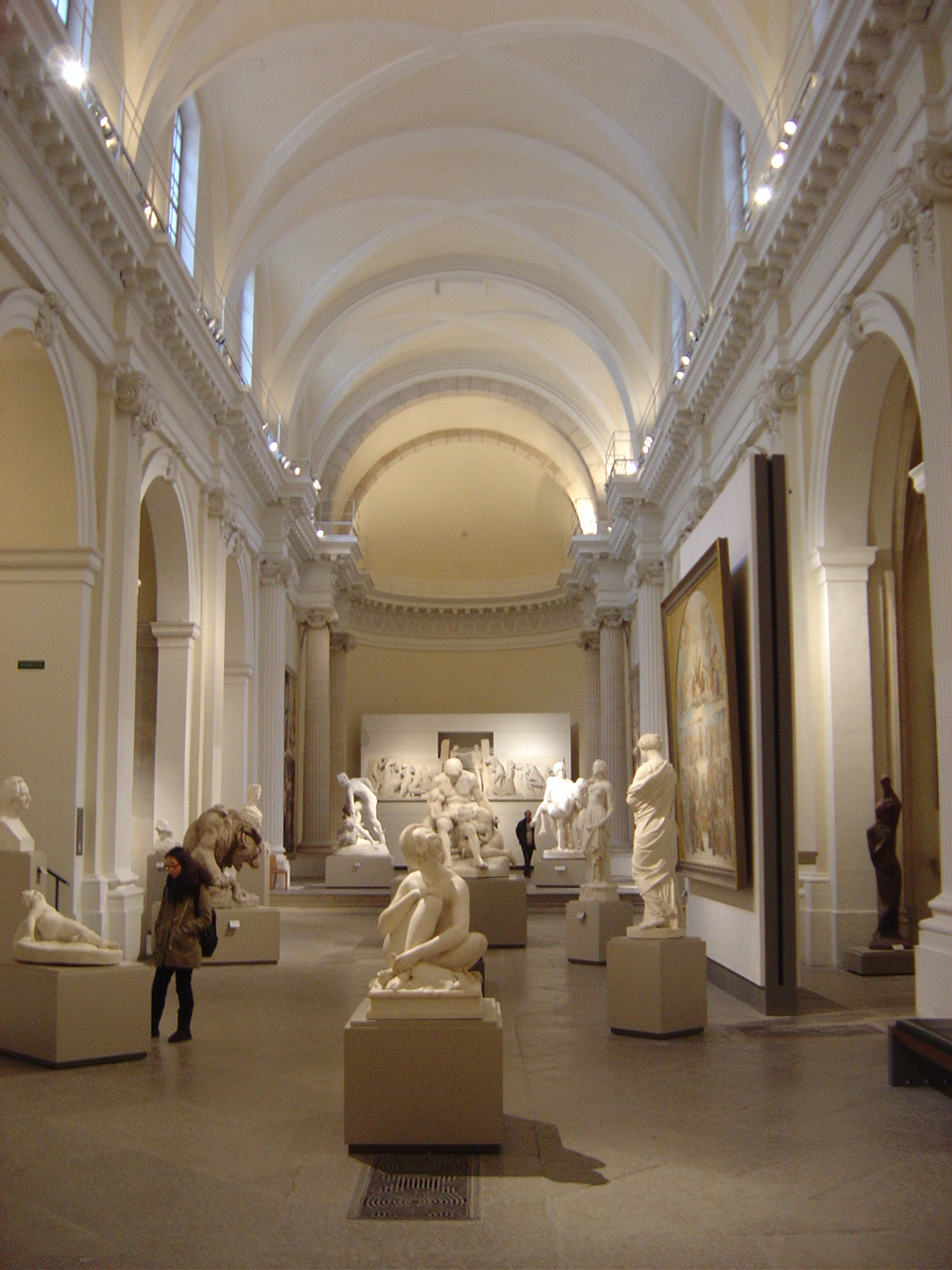
Ancienne nef.
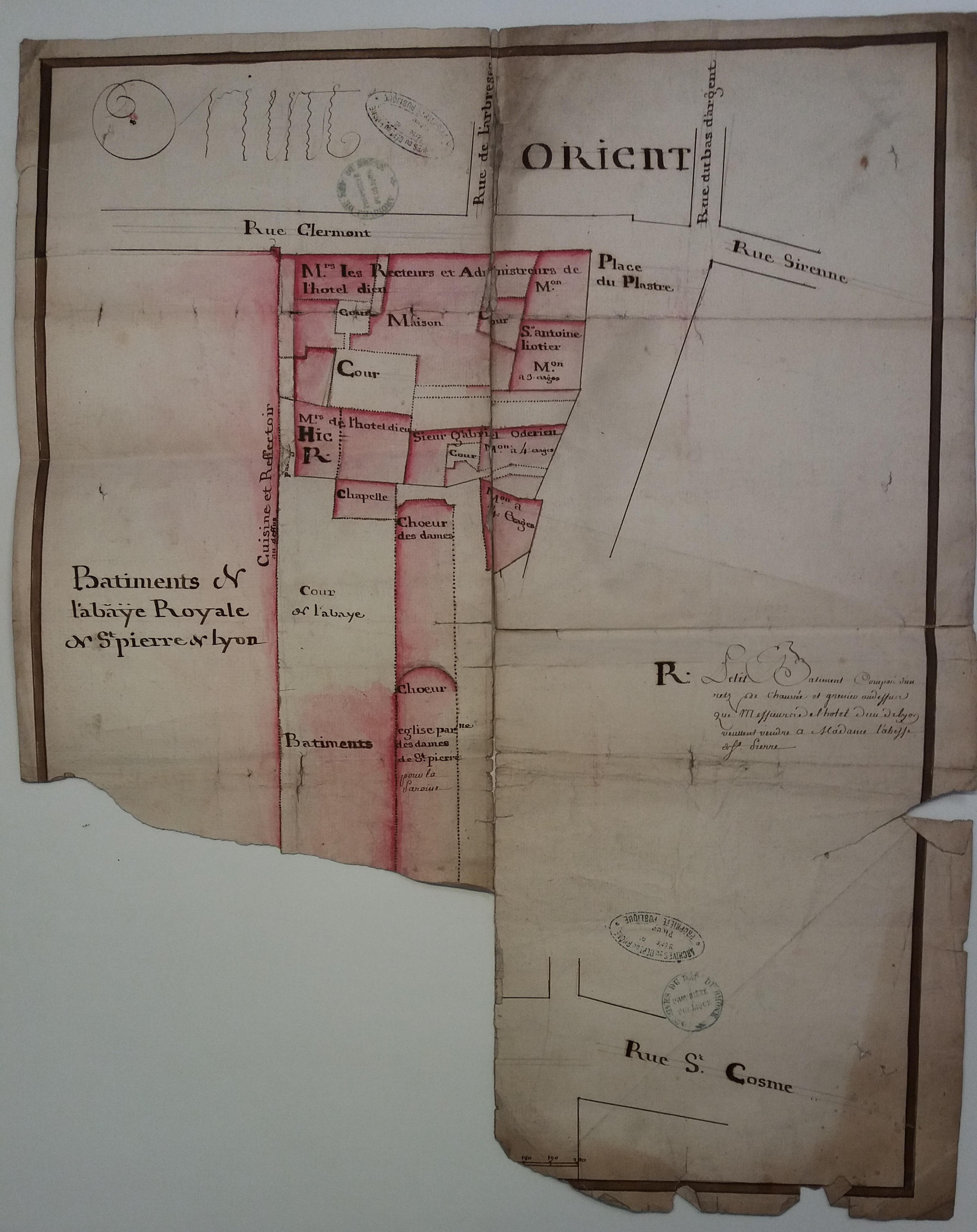
Plan de l'église dans son quartier au XVIIIe siècle.

### Bâtiments conventuels

#### Réfectoire

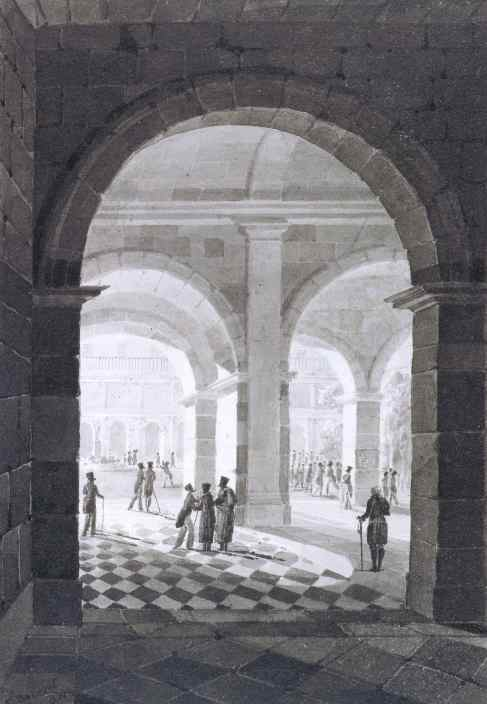
L'entrée du cloître du palais Saint-Pierre de Lyon par Ferdinand Bourjot, vers 1820, plume et lavis d'encre de Chine sur papier, 20 x 13.5 cm.

Le réfectoire baroque est réalisé à partir de 1684 sous la direction de Thomas Blanchet qui en conçoit l'iconographie, après avoir réalisé celle du grand escalier d'honneur ; rénové, il sert aujourd’hui à l’accueil des groupes. Par l'exubérance de son décor, il est l'un des principaux témoignages de l'art baroque à Lyon et du faste de l'abbaye royale des Dames de Saint-Pierre au XVIIe siècle. De manière étonnante, il a survécu aux destructions révolutionnaires du décor intérieur du musée, alors que les sujets religieux constituent le thème de sa décoration. Le réfectoire est orné de deux peintures monumentales qui se font face sur les deux murs opposés. Le thème de ces peintures est lié au repas, en fonction de la destination originelle du lieu. Il s’agit de la Multiplication des pains et de La Cène décorant les extrémités est et ouest de la salle et les trois lunettes (oculi du plafond): (L'Assomption - L'Ascension -  Le Prophète Élie  ) de Louis Cretey. Trois autres peintures de Cretey décorent les oculi du plafond. Le reste du décor, constitué de sculptures, a été réalisé par Nicolas Bidault (1622-1692), sculpteur, médailleur et Simon Guillaume auteur de 14 sculptures. Marc Chabry a réalisé les armoiries, écussons et blasons. Les armoiries des abbesses Anne et Antoinette de Chaulnes se trouvent au fronton de la porte d'entrée à l'ouest. Le blason du roi de France est sur la clef de la seconde voûte. 
Sculptures de Simon Guillaume, d'après les dessins de Thomas Blanchet
- 1687-1689 - La Tempérance - La Pénitence -  Sainte Barbe - Saint Ennemond -  Sainte Marguerite  - Saint Pierre reniant le Christ  - Saint Jean à Patmos  - La Nativité du Christ  - Saint Benoît dans la grotte  - Le Baptême du Christ  - Sainte Catherine - Saint Antoine - La Chasteté  - La Charité

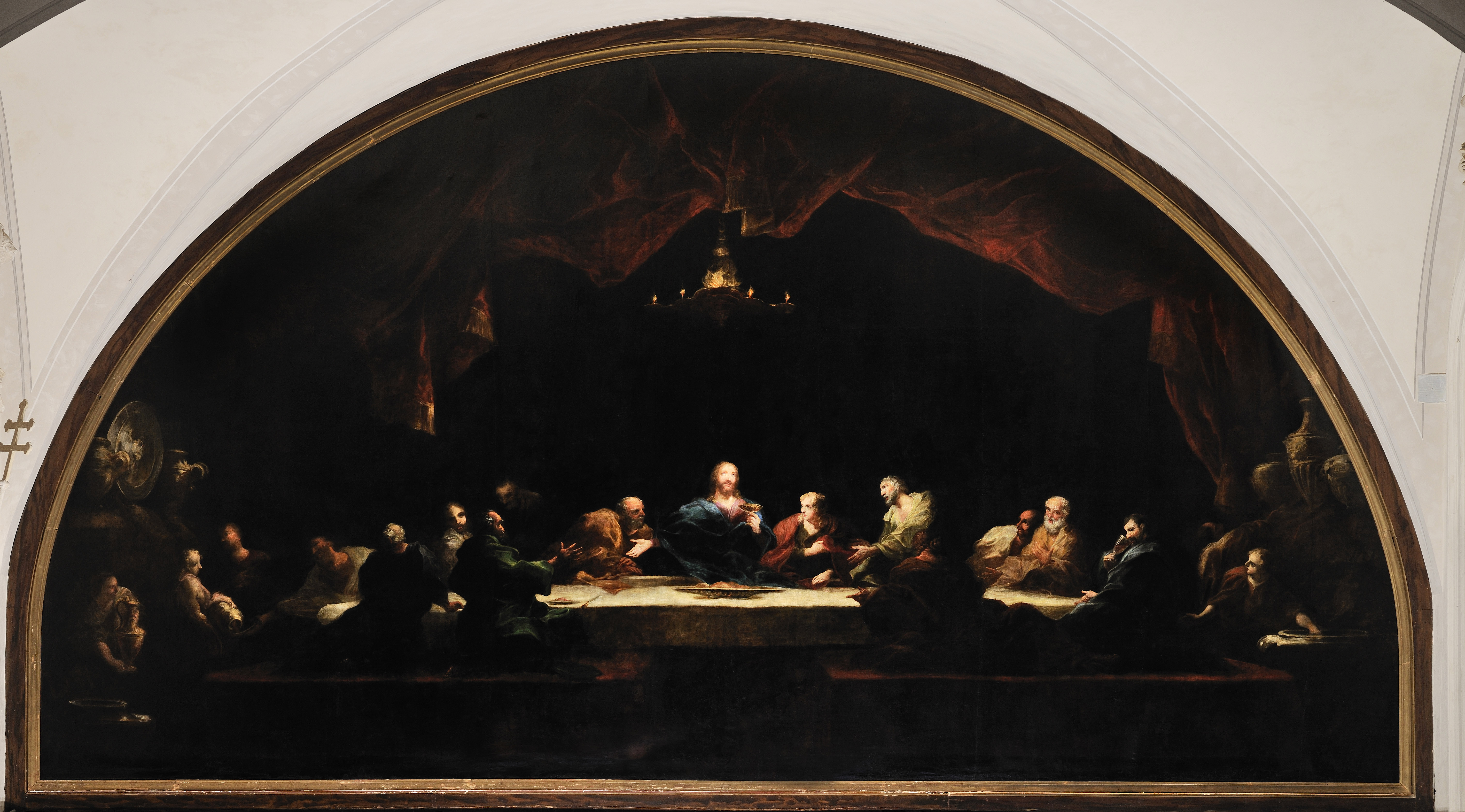
La Cène.
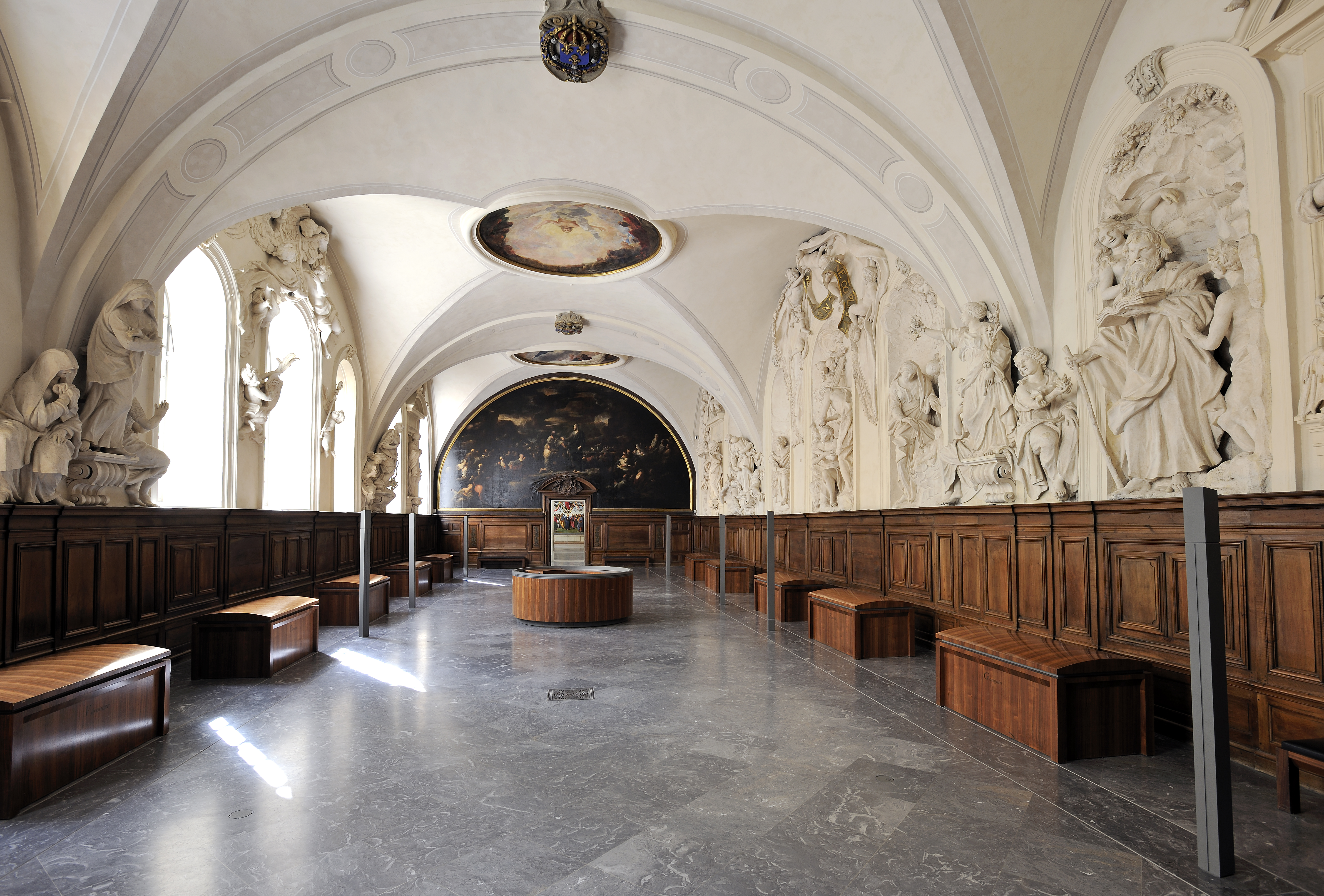
Vue du réfectoire côté Multiplication des pains.
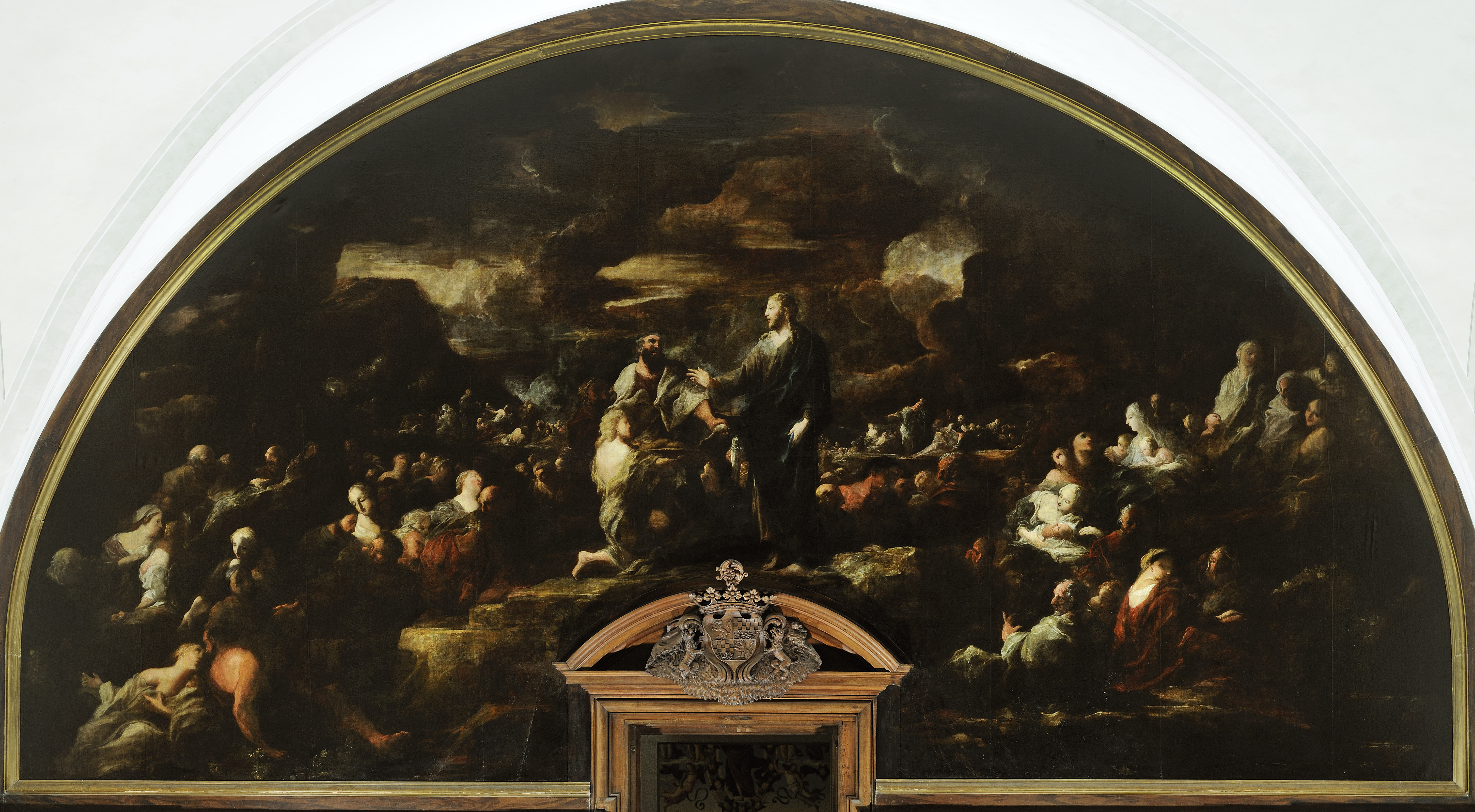
La Multiplication des pains.
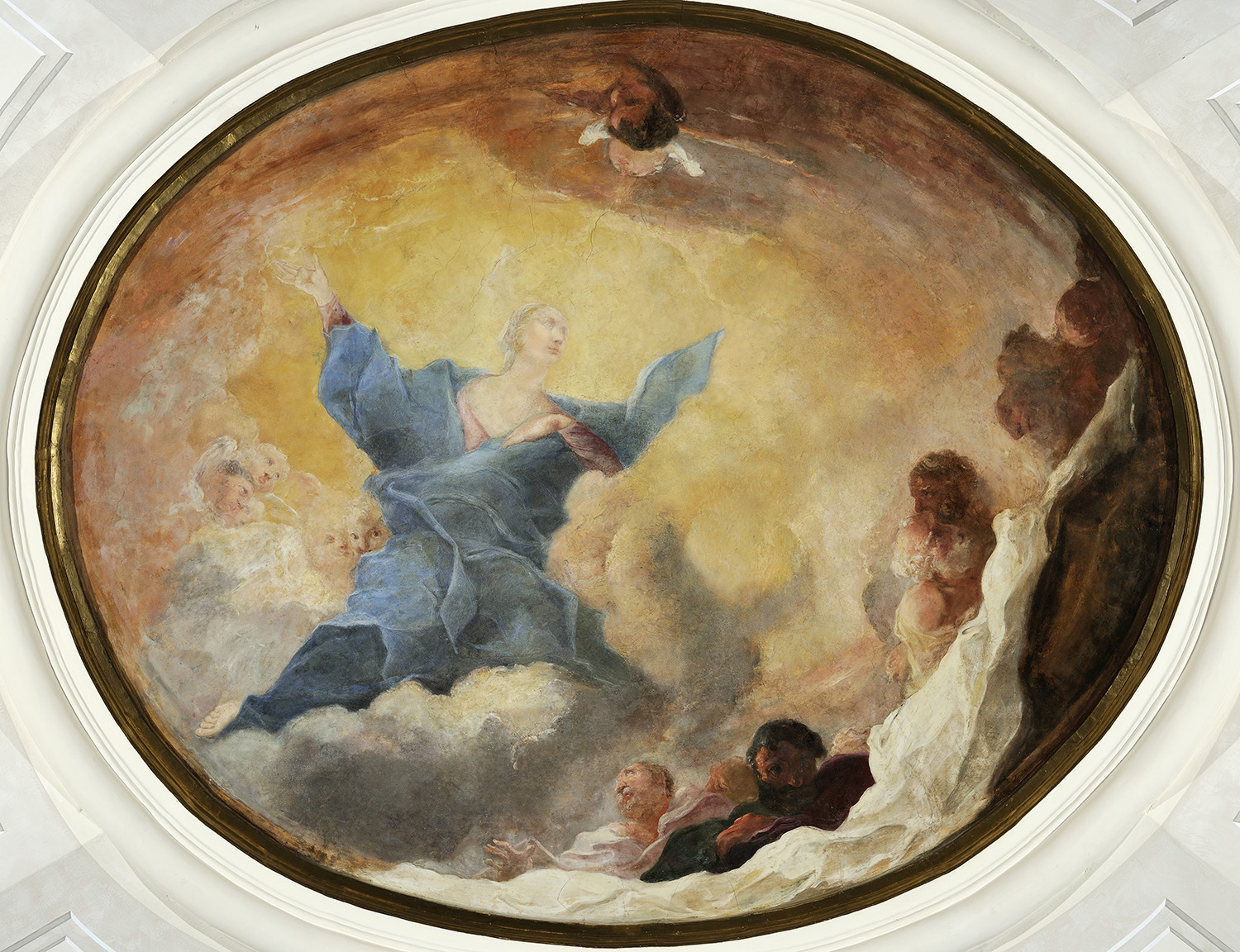
L'Assomption de la Vierge.
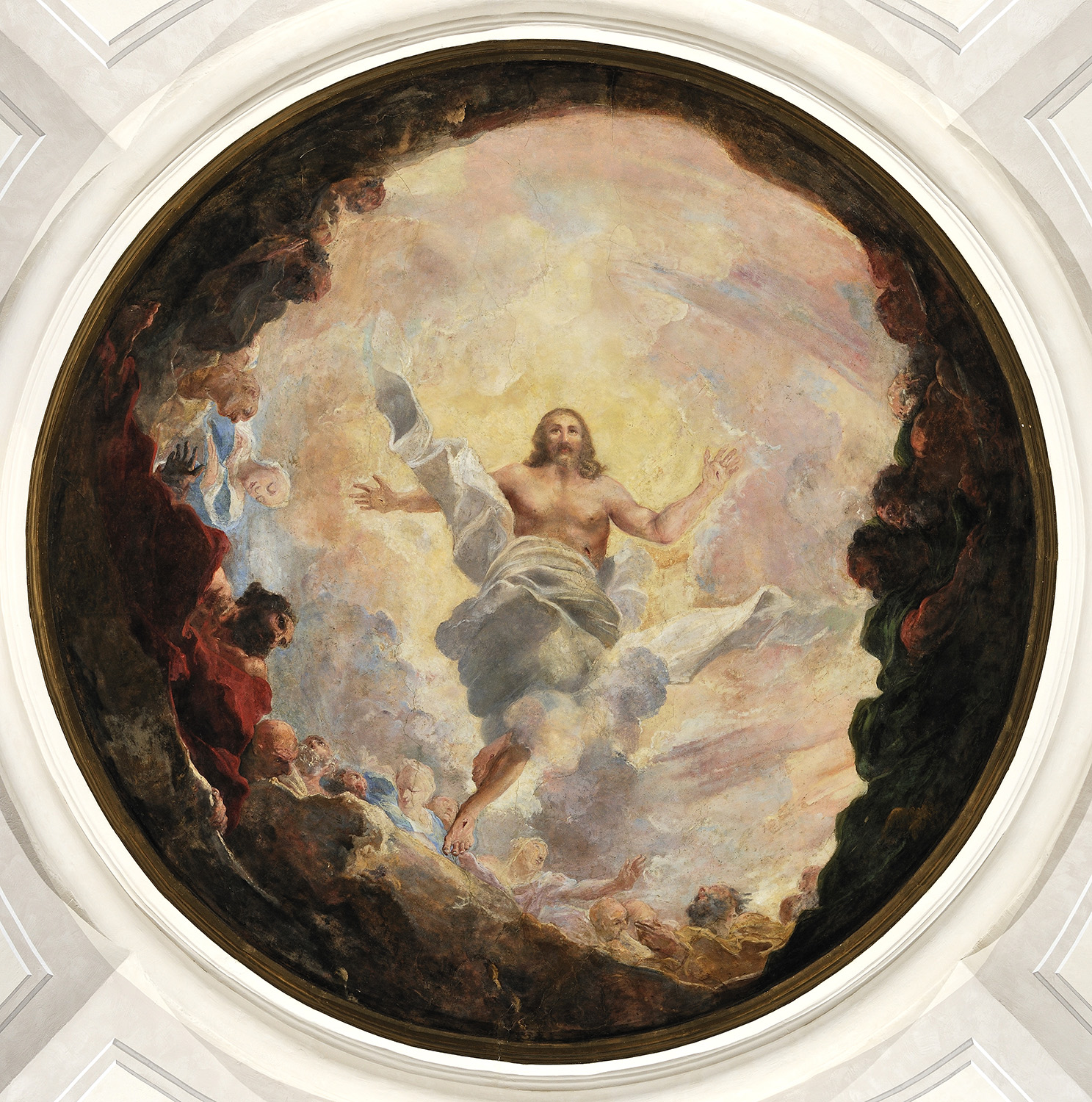
L'Ascension du Christ.
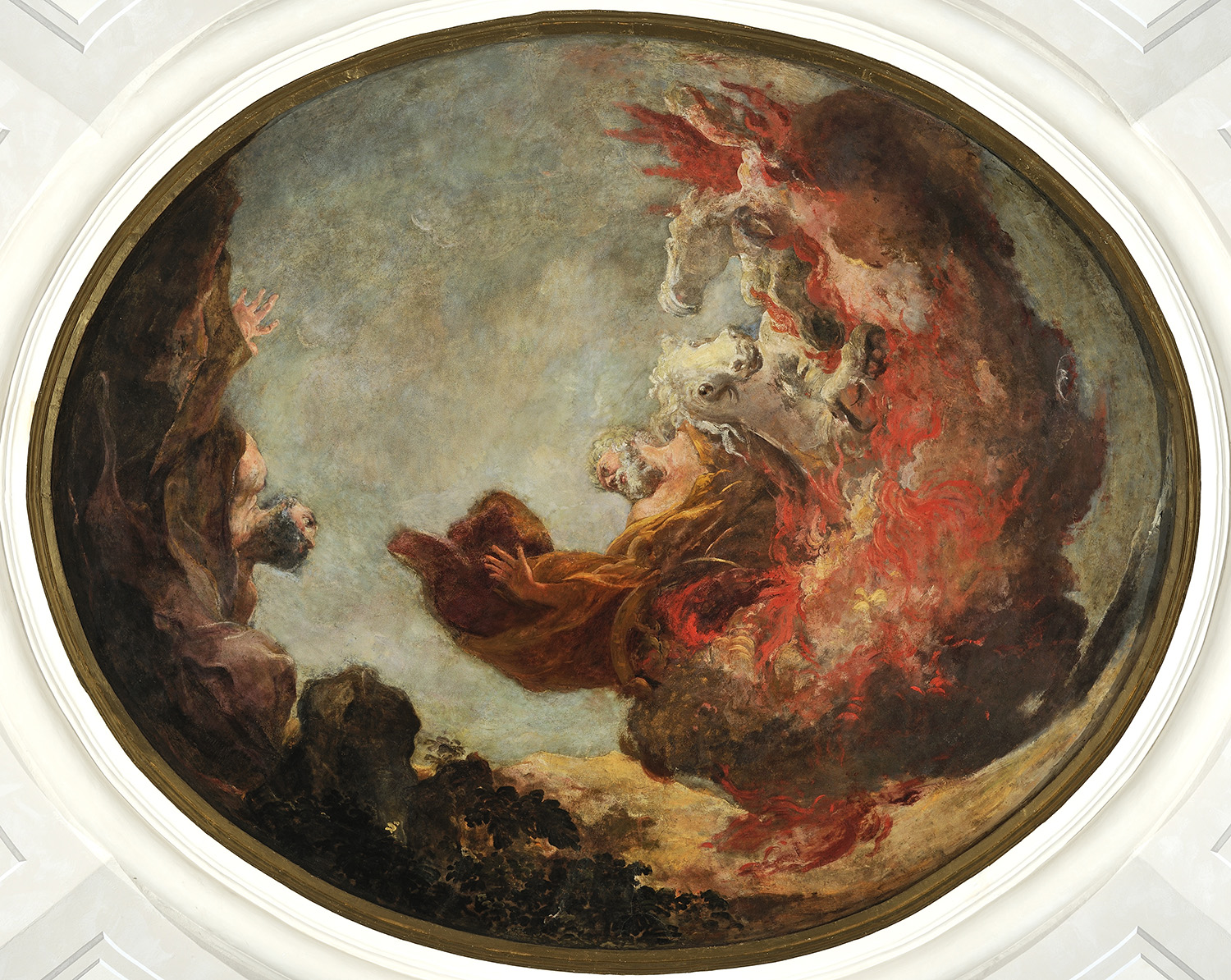
Le Prophète.

### Cloître
L'architecture du cloître a largement été modifiée au XIXe siècle par René Dardel et Abraham Hirsch. C'est de cette époque que datent les peintures murales sous les arcades, qui reproduisent notamment le nom de Lyonnais célèbres, ainsi que les médaillons ornant les frontons. La fontaine du bassin circulaire au centre du jardin se compose d'un sarcophage antique surmonté d'une statue d'Apollon, dieu des arts. Plusieurs statues d'artistes du XIXe siècle appartenant aux collections du musée ont par ailleurs été installées dans le jardin. Elles font notamment partie de cet ensemble des œuvres d'Auguste Rodin, Léon-Alexandre Delhomme et Bourdelle. Les parterres de pelouse sont en demi-lune et rectangulaire avec arbres et massif de fleurs selon les plans de l'architecte Abraham Hirsch selon le plan originel du XVIIe siècle. Il est en visite libre, ouvert de 8h30 à 18h30 toute l'année.

## Propriétés, terriers, bénéfices
(liste non exhaustive)
- Chassieu

## Abbesses
(liste non exhaustive)

### Prétendue fondation duIIIesiècle
Alfred Coville a démontré le caractère fallacieux de la prétendue fondation par Aldebert, gouverneur de Lugdunum sous Septime Sévère, et donc de cette chronologie
- Radegonde, fille d'Aldebert
- Aldegonde, seconde fille d'Aldebert .
- 665 -675 - Lucie

### Liste des abbesses
- VIIe siècle - Raymonde, fille du seigneur Rodolphe.
- VIIe siècle - Wadelmonde, fille du seigneur Constantin.
- VIIe siècle - Radegonde, contemporaine de saint Ennemond, morte vers 665.
- VIIe siècle - Animonie, contemporaine de saint Ennemond.
- VIIe siècle - Lucie, sœur de saint Ennemond.
- VIIe siècle - Pétronille, sœur de saint Ennemond.
- VIIIe siècle - Dida, contemporaine de saint Fulcoad, évêque de Lyon.
- 723-750 - Marie.
- 750 - Jeanne.
- VIIIe siècle - Adalaisie, morte après 780.
- VIIIe siècle - Agnès Ière.
- IXe siècle - Deidona. Elle était vivante en 807.
- IXe siècle - Noémi Ière, morte en 832.
- 832-850 - Pontia.
- 850-895 - Oda Ière.
- 895-??? - Bérarde, ou Bernarde Ière. Elle vivait en 900.
- ???-925 - Garamburge ou Haramburge Ière.
- 925-988 - Élisabeth Ière.
- 936-988 - Rollinde.
- 988-? - Aisseline. Elle vivait en 993.
- ?-1016 - Bérarde ou Bernarde II.
- 1016-1044? - Adélaïs ou Alise Artaud.
- 1044?10?? - Alix ou Alise. Elle vivait en 1044.
- 10??-1090- Noémi II de Vanoc.
- 1090-1130 - Agnès II.
- 1130-11?? - Oda II.
- 11??-1184? - Rollande ou Rollinde II. Elle vivait en 1157.
- 1184-1194 - Loos de Forez.
- 1194-v.1198 - Garamburge ou Haramburge II.
- v.1198-1220 - Agnès II de Guignes.
- 1220-1223 - Élisabeth II.
- 1223-1236 - Béatrix/Béatrice Ière de Savoie.
- 1236-12?? - Guillemette ou Guillelmine de Forez. Elle est la sœur du comte de Forez.
- 12??-1244 - Bérarde ou Bernarde III.
- 1244-12?? - Guillemette ou Guillelmine II de Montferrand.
- 12??-1254 - Agnès IV de Chalon.
- 1254-12?? - Alix/Alice/Adélaïde de Savoie, fille du comte de Savoie Thomas Ier.
- 12??-12?? - Brune de Grammont.
- 12??-1266 - Béatrix/Béatrice II. Elle est réputée être de la maison royale d'Artois.
- 12??-1290 - Agathe de Savoie, probable fille du comte Thomas Ier.
- 1290-1292 - Agnès V de Beaujeu, fille d'Humbert de Beaujeu.
- 1292-1???- Agnès VI de Charvins.
- 1???-13?? - Marguerite Ière de Solignac. Elle était abbesse en 1326.
- 13??-1346 - Sibille Ière de Varennes. Elle était abbesse en 1336.
- 1346-1353? - Gabrielle de Courtenay.
- 1353?-13?? - Agnès VII de Guignes.
- 13??-1370 - Huguette de Thurey. Elle vivait en 1364.
- 1370-1386 - Agathe II de Thurey, fille de Gaspard, comte de Noyers, seigneur de Morillon, maréchal de Bourgogne, gouverneur et sénéchal de Lyon, nièce de Philippe, archevêque de Lyon et de Pierre, évêque de Marseille et Cardinal.
- 1386-1390 - Richarde de Saluces.
- 1390-1435 - Antoinette de La Rochette, fille de Jean de Seyssel, maréchal de Savoie (1436-1457) et de Françoise de La Baume-Montrevel.
- 1435-14?? - Pernette, Péronne ou Pétronille d'Albon, fille de Guillaume, seigneur de Saint-Forgeux et d'Alix de l'Espinasse.
- 14??-1455 - Alix de Vassalieu. Elle est d'abord abbesse de Saint-André de Vienne en 1443.
- 1455-1477 - Marie d'Amanzé. Elle est vivante en 1487. Elle était fille de Guillaume, seigneur d'Amanzé et de Marguerite de Semur.
- 1477-14?? - Sibille II d'Albon.
- 14??-1487 - Marie II d'Albon. Elle est d'abord prieure de Pouilly.
- 1487-1493 - Guicharde d'Albon. Elle est la nièce de Pernette, Péronne ou Pétronille d'Albon, et sœur de Jean, abbé de Savigny, fille de Jean, seigneur de Saint-André et de Guillemette de Laire.
- 1493-1503 - Guillemette III d'Albon. Elle est la sœur ou la nièce de l'abbesse Guicharde. Elle est la fille de Gilet, seigneur de Saint-André et d'Ouches et de Jeanne de La Palisse.
- 1503-1516 - Françoise Ière d'Albon de Saint-André. Elle est la fille de Guichard d'Albon et d'Anne de Saint-Nectaire.
- 1516-1520 - Antoinette II d'Armagnac.
- 1520-1550 - Jeanne de Thouzelles.
- 1550-1550 - Marguerite II d'Amanzé.
- 1550-1599 - Françoise II de Clermont. Elle est la fille d'Antoine, vicomte de Clermont et d'Anne de Poitiers, sœur de Diane de Poitiers.
- 1600-1610 - Françoise de Beauvilliers de Saint-Aignan. Elle est la fille de Claude, comte de Saint-Aignan et de Marie Babou de La Bourdaisière. Elle est la nièce de Madame de Clermont. Elle était religieuse au monastère de Beaumont-les-Tours avant d'être nommée.
- 1610-1632 - Marie-Françoise de Lévis-Ventadour. Elle est la fille de Anne de Lévis, duc de Ventadour et de Marguerite de Montmorency. Elle fut religieuse à Chelles, puis coadjutrice de l'abbesse d'Avenay, Françoise de la Marck, sa tante maternelle[30], puis elle permuta avec Françoise de Beauvilliers en 1610. Elle mourut en 1649 ou 1650.
- 1632-1635 - Charlotte de Lorraine de Guise. Elle était fille naturelle de Louis, cardinal de Guise, archevêque de Reims, et de Charlotte des Essarts, comtesse de Romorantin. Elle fut religieuse à Jouarre avant de venir à Saint-Pierre.
- 1635-1648 - Élisabeth III d'Epinac. Elle est la nièce de l'archevêque de Lyon, Pierre d'Epinac.
- 1649-1672 - Anne d'Albert d'Ailly de Chaulnes. Elle décide de la restauration de l'abbaye telle qu'elle est dans l'état actuel, par l'architecte François de Royers de La Valfrenière. Elle est la fille d'Honoré d'Albert, duc et pair de Chaulnes et maréchal de France, et de Charlotte d'Ailly. Elle était auparavant professe à l'Abbaye-aux-Bois.
- 1672-1708 - Antoinette III d'Albert d'Ailly de Chaulnes de Picquigny. Elle est la sœur de la précédente. Elle poursuit les travaux entrepris par sa sœur et fait appel à Thomas Blanchet.
- 1708-1738 - Guyonne-Françoise-Judith de Cossé-Brissac. Elle avait été religieuse à Panthémont et elle est la fille de Timoléon, comte de Brissac, chevalier des Ordres, Grand Panetier de France, et de Marie Charron d'Ormeilles.
- 1738-1772 - Anne de Melun d'Epinoy, descendante des comtes de Melun et des princes d'Epinoy. Elle avait été professe à l'abbaye d'Origny et abbesse de Cézanne.
- 1772-1790 - Marguerite-Madeleine de Monteynard, dernière abbesse.

## Religieuses et personnalités connues
- XIVe siècle - Jacquette de Chaïruygie connue pour ses désordres[31]
- XIVe siècle - Antoinette de Grolée qui reçut les bénéfices de Jacquette de Chaïruygie
- S - D - Sibille d'Albon[32]

## Archives
La plus grande partie de la documentation concernant l'abbaye est conservée aux Archives départementales du Rhône. René Lacour, alors conservateur en chef, classe l'ensemble de ces archives puis publie un répertoire numérique en 1968 sous la cote 27 H. Dans cette période, Joseph Picot travaille sur sa thèse de doctorat et publie en 1970 un livre sur l'abbaye Saint-Pierre qui va de sa fondation jusqu'au milieu du XIVe siècle. Il a pour cela consulté les archives du Rhône, de l'Isère et de l'Ain, les Archives municipales de Lyon, ainsi que les bibliothèques municipales de Lyon et du Puy.